# Piotr Czerwiński (generał)

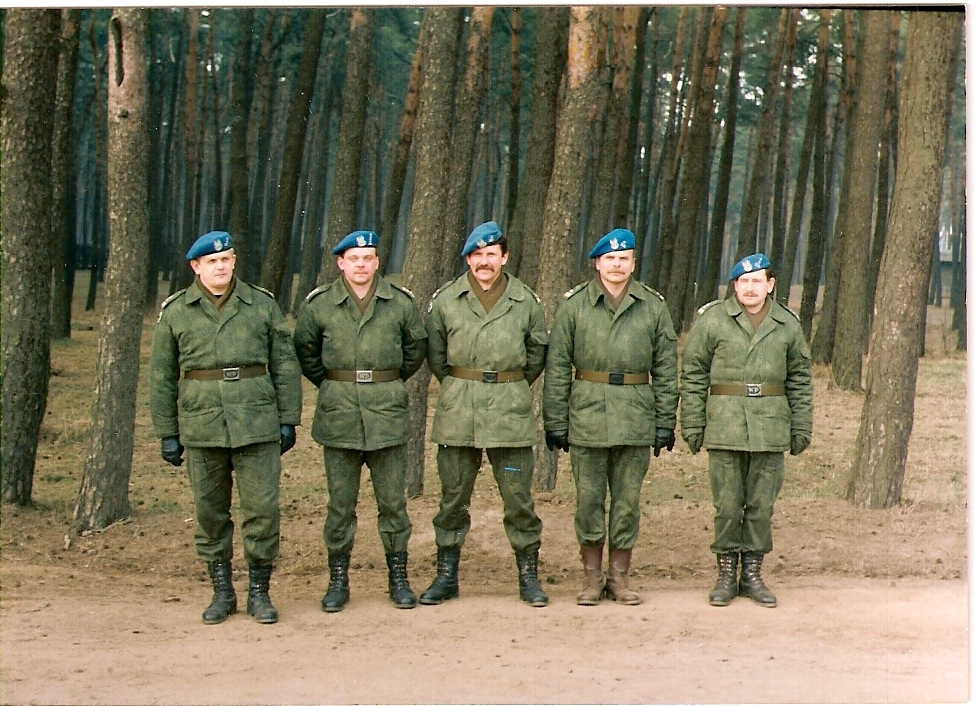
ppłk Piotr Czerwiński na poligonie
(pierwszy z lewej)

Piotr Aleksander Czerwiński (ur. 12 marca 1955 w Ciechanowie) – generał dywizji Wojska Polskiego, w latach 2007–2008 sekretarz stanu w Ministerstwie Obrony Narodowej.

## Życiorys
Syn Jerzego. Podchorąży Wyższej Szkoły Oficerskiej Wojsk Pancernych im. Stefana Czarnieckiego w Poznaniu, którą ukończył w 1978. Służbę w jednostce rozpoczął jako dowódca plutonu w pułku czołgów w Lidzbarku Warmińskim. Stanowisko dowódcy kompanii czołgów w Morągu objął dwa lata później, a szefa sztabu batalionu czołgów po niespełna trzech latach. Ukończył w 1983 roku kurs w Centrum Doskonalenia Oficerów w Warszawie, a w roku następnym został wyznaczony na stanowisko oficera operacyjnego sztabu 15 Dywizji Zmechanizowanej w Olsztynie. W latach 1985–1987 słuchacz Akademii Wojsk Pancernych im. marszałka Rodiona Malinowskiego w Moskwie, a następnie zastępca dowódcy 28 pułku czołgów w Czarnym. Po dwóch latach wyznaczony na stanowisko zastępcy dowódcy pułku zmechanizowanego w Braniewie, a w latach 1991–1992 dowódca 36 pułku zmechanizowanego w Trzebiatowie. Czynnie uczestniczył w przeformowaniu tego pułku w 3 Brygadę Pancerną, a następnie został jej dowódcą. W 1996 roku wyznaczony został na stanowisko szefa sztabu 12 Dywizji Zmechanizowanej w Szczecinie. Po dwóch latach został szefem szkolenia tej dywizji i uczestniczył w tworzeniu Wielonarodowego Korpusu Północ–Wschód z siedzibą w Szczecinie. W 2000 roku ukończył Podyplomowe Studia Strategiczno–Obronne w Akademii Obrony Narodowej w Rembertowie i wyznaczony został na stanowisko zastępcy dowódcy 12 Dywizji Zmechanizowanej. W 2003 roku jako pierwszy polski dowódca prowadził wielonarodowe ćwiczenie dowódczo–sztabowe pod kryptonimem „Cristal Eagle”. 15 sierpnia 2003 prezydent RP Aleksander Kwaśniewski mianował go na stopień generała brygady.
W okresie styczeń–lipiec 2004 pełnił służbę na stanowisku zastępcy dowódcy Międzynarodowej Dywizji Sił Stabilizacyjnych w Iraku, a po powrocie do kraju awansowany do stopnia generała dywizji. Od 26 sierpnia 2004 dowodził 1 Warszawską Dywizją Zmechanizowaną. W okresie od lipca 2005 roku do lutego 2006 roku dowodził V zmianą Polskiego Kontyngentu Wojskowego w składzie Międzynarodowych Sił Stabilizacyjnych w Republice Iraku – Wielonarodową Dywizją Centrum-Południe. Od 29 listopada 2007 do 4 stycznia 2008 był sekretarzem stanu w Ministerstwie Obrony Narodowej, odwołany został z powodu oskarżeń o współpracę z tajnymi służbami w PRL.
6 lutego 2017 roku został prawomocnie skazany (podtrzymanie przez Sąd Najwyższy wyroku Wojskowego Sądu Okręgowego w Warszawie) na grzywnę 45 tysięcy złotych za przekroczenie uprawnień (wykorzystanie w roku 2000 żołnierzy służby zasadniczej do budowy prywatnego domu generała). Skazany za wykorzystywanie stanowiska.

## Ordery i odznaczenia
- Krzyż Kawalerski Orderu Odrodzenia Polski – 15 sierpnia 2006 „za wybitne zasługi dla umacniania suwerenności i obronności kraju”[4]
- Legia Zasługi – Stany Zjednoczone; 2006[5]